# Ctenocardia guppyi
Ctenocardia guppyi is een tweekleppigensoort uit de familie van de Cardiidae. De wetenschappelijke naam van de soort is voor het eerst geldig gepubliceerd in 1910 door Thiele.